# Stotra
En el hinduismo, un stotra es un himno o alabanza.
Estos elogios o alabanzas están dedicados a divinidades como la diosa Deví y los dioses Shivá o Visnú. Los stotras, de acuerdo con Swami Tapasyananda,[cita requerida] son siempre cantados o recitados en voz alta y consisten en versos que transmiten la glorificación y atributos del dios.
Los stotras son un tipo de literatura devocional y no están constreñidas por reglas estrictas de pronunciación como otras escrituras hindúes como el Rig-veda (el texto más antiguo de la India, de mediados del II milenio a. C.). Son accesibles y adaptables por cada hindú para su día a día.

## Sajasra-nama-stotra
Un tipo de stotra es aquel basado en el canto o la letanía de mil nombres de una deidad, el Sahasranama (‘mil nombres’, 
siendo sahasra: ‘mil’ y nama, ‘nombre’), una continua letanía de mil nombres de una deidad particular, como Shivá o Visnú.
Un ejemplo de stotra de ese tipo es el Visnú-sahasra-nama-stotra
De acuerdo con el hinduismo, los nombres de dios sirven como herramientas para la devoción.